# Горкін Олександр Федорович
Олександр Федорович Горкін (нар. 5 вересня 1897, село Рамешки Бежецького повіту Тверської губернії, тепер Рамешковського району Тверської області, Російська Федерація — 29 червня 1988, місто Москва, Російська Федерація) — радянський партійний діяч, секретар Президії Верховної Ради СРСР, голова Верховного Суду СРСР. Кандидат в члени ЦК ВКП(б) у 1939—1952 р. Член Центральної Ревізійної Комісії КПРС у 1952—1976 р. Голова Центральної Ревізійної Комісії КПРС у 1959—1961 р. Депутат Верховної Ради СРСР 1—8-го скликань.

## Біографія
Народився 24 серпня (5 вересня) 1897 року в родині селянина-середняка. У 1910 році закінчив двокласне училище в селі Рамешках Тверської губернії. У 1910 — серпні 1917 р. — учень Тверської гімназії, репетитор, селянин в господарстві батька у селі Рамешках. У 1917 році закінчив гімназію у місті Твері.
Член РСДРП(б) з березня 1916 року.
У 1917 році — агітатор, пропагандист Тверського комітету РСДРП(б), секретар Селищенського волосного земельного комітету Тверської губернії. У вересні 1917 — січні 1918 р. — секретар Тверської міської ради. У лютому — березні 1918 р. — військовий комісар станції Дно Миколаївської залізниці.
У березні — грудні 1918 р. — завідувач агітаційно-пропагандистського відділу Тверського губернського військового комісаріату, секретар, завідувач Тверського губернського інформаційно-інструкторського відділу, товариш голови Тверського губернського комітету РКП(б).
2 грудня 1918 — 18 лютого 1919 р. — голова виконавчого комітету Тверської губернської ради. У лютому — червні 1919 р. — завідувач Тверських курсів агітаторів, пропагандист Тверського губернського комітету РКП(б).
У червні — жовтні 1919 р. — секретар, член колегії Курської губернської надзвичайної комісії (ЧК). У жовтні — листопаді 1919 р. — організатор з роботи на селі Пензенського губернського комітету РКП(б), завідувач позашкільного підвідділу Пензенського губернського відділу народної освіти, завідувач Пензенських губернських курсів радянського і партійного будівництва. У листопаді 1919 — лютому 1920 р. — на лікуванні у місті Твері. У лютому — серпні 1920 р. — завідувач відділу з роботи на селі Тверського губернського комітету РКП(б).
У серпні 1920 — січні 1921 р. — заступник начальника політичного відділу 2-ї Московської стрілецької бригади курсантів РСЧА на Кубані.
У січні — березні 1921 р. — на відповідальній роботі в Тверському губернському комітеті РКП(б). 1 березня — 15 грудня 1921 р. — відповідальний секретар Тверського губернського комітету РКП(б).
У грудні 1921 — серпні 1923 р. — начальник Головного управління політичної просвіти Народного комісаріату просвіти Киргизької АРСР, завідувач агітаційно-пропагандистського відділу Киргизького (Казахського) обласного комітету РКП(б) в місті Оренбурзі. У вересні 1923 — січні 1924 р. — завідувач організаційно-інструкторського відділу Оренбурзького губернського комітету РКП(б).
У лютому — червні 1924 р. — інструктор, культпрацівник Центроспілки у місті Москві. У липні 1924 — грудні 1925 р. — завідувач і заступник завідувача організаційного відділу Всеросійської спілки сільськогосподарської кооперації з постачання селянських господарств засобами виробництва (Сільськоспілка) у Москві. У січні — жовтні 1926 р. — член правління Центральної яєчно-пташиної спілки сільськогосподарської кооперації (Птаховодспілка) у Москві.
У листопаді 1926 — січні 1929 р. — відповідальний інструктор ЦК ВКП(б) у Москві. У лютому 1929 — вересні 1931 р. — завідувач відділу з роботи на селі, завідувач агітаційно-пропагандистського відділу Середньо-Волзького крайового комітету ВКП(б) у місті Самарі.
У вересні 1931 — травні 1932 р. — слухач Аграрного інституту Інституту червоної професури в Москві, закінчив тільки перший курс.
У травні 1932 — лютому 1933 р. — заступник завідувача організаційно-інструкторського відділу ЦК ВКП(б). У лютому — вересні 1933 р. — завідувач сектору центральних районів сільськогосподарського відділу ЦК ВКП(б).
У вересні 1933 — грудні 1934 р. — 2-й секретар Середньо-Волзького крайового комітету ВКП(б) у місті Самарі.
20 грудня 1934 — 11 липня 1937 р. — 1-й секретар Оренбурзького обласного комітету ВКП(б).
9 липня 1937 — 17 січня 1938 р. — секретар Президії Центрального Виконавчого Комітету СРСР. 17 січня 1938 — 15 березня 1953 р. — секретар Президії Верховної Ради СРСР. 15 березня 1953 — 15 липня 1956 р. — заступник секретаря Президії Верховної Ради СРСР. 15 липня 1956 — 12 лютого 1957 р. — секретар Президії Верховної Ради СРСР.
12 лютого 1957 — 20 вересня 1972 р. — голова Верховного Суду СРСР. Одночасно, 3 лютого 1959 — 17 жовтня 1961 р. — голова Центральної Ревізійної Комісії КПРС.
З вересня 1972 року — на пенсії у Москві. Похований в Москві на Новодівочому цвинтарі.

## Нагороди
- Герой Соціалістичної Праці (4.09.1967)
- три ордени Леніна (4.09.1947; 4.09.1957; 4.09.1967)
- орден Жовтневої Революції (31.08.1971)
- орден Дружби народів (3.09.1982)
- орден Трудового Червоного Прапора (2.09.1977)
- орден Знак Пошани (4.09.1987)
- медалі